# Unterweitersdorf
Unterweitersdorf ist eine Gemeinde in Oberösterreich im Bezirk Freistadt im Mühlviertel mit 2212 Einwohnern (Stand 1. Jänner 2024).

## Geografie
Unterweitersdorf liegt auf 333 m ü. A. im Mühlviertel zwischen der Landeshauptstadt Linz und der Bezirkshauptstadt Freistadt an der Kleinen Gusen. Die Ausdehnung beträgt von Nord nach Süd 4,5 km, von West nach Ost 4,9 km. Die Gesamtfläche beträgt 11,3 km². 26,5 % der Fläche sind bewaldet, 64,6 % der Fläche landwirtschaftlich genutzt.

### Gemeindegliederung
Das Gemeindegebiet umfasst folgende acht Ortschaften (in Klammern Einwohnerzahl Stand 1. Jänner 2024):
- Bergen (86)
- Gauschitzberg (71)
- Hattmannsdorf (236)
- Loibersdorf (189)
- Radingdorf (19)
- Reitern (348)
- Unterweitersdorf (961)
- Wögern (302)

Die Gemeinde besteht aus der Katastralgemeinde Unterweitersdorf.
Die Gemeinde liegt im Gerichtsbezirk Freistadt.

### Nachbargemeinden
| Alberndorf     | Neumarkt                                    |           |
| Gallneukirchen | Kompassrose, die auf Nachbargemeinden zeigt | Hagenberg |
| Engerwitzdorf  |                                             | Wartberg  |

## Geschichte
Bronzezeitliche Hügelgräber mit Grabbeigaben aus dem Zeitraum 13. bis 11. Jahrhundert vor Christus sind die bisher ältesten Spuren menschlicher Besiedelung auf dem Gemeindegebiet. Ursprünglich im Ostteil des Herzogtums Bayern liegend, gehörte das Gebiet seit dem 12. Jahrhundert zum Herzogtum Österreich. Erstmals wird „Weitersdorf“, ein Landgut, im Jahr 1200 urkundlich erwähnt. Seit 1490 wird er dem Fürstentum Österreich ob der Enns zugerechnet. Während der Napoleonischen Kriege war der Ort mehrfach besetzt.
Seit 1918 gehört der Ort zum Bundesland Oberösterreich. Nach dem Anschluss Österreichs an das Deutsche Reich am 13. März 1938 gehörte der Ort zum „Gau Oberdonau“. Nach 1945 lag Unterweitersdorf in der sowjetischen Besatzungszone und nach 1955 erfolgte ein Aus- und Neubau der Infrastruktur, insbesondere in den frühen 1980er Jahren mit dem Autobahnanschluss.

## Bevölkerung

### Entwicklung und Struktur
Im Jahr 1869 wohnten im Gemeindegebiet 629 Menschen. Bis 1951 stagnierte die Bevölkerung, ab dann setzte ein Wachstum ein. Seit 1971 ist ein höheres Wachstum zu verzeichnen, was auch mit der Errichtung der Mühlkreis Autobahn zusammenhängen kann. Im Jahr 1991 hatte die Gemeinde 1415 Einwohner, bei der Volkszählung 2001 bereits 1704, was einem Anstieg von 20,4 % entspricht. Am 1. Jänner 2008 verzeichnete die Gemeinde 1951 Einwohner, den höchsten Stand in der Geschichte.
Bei der Volkszählung 2001 betrug der Anteil der Einwohner, die 60 Jahre und älter waren, 14,6 %; 21,2 % waren unter 15 Jahre alt. Der Anteil der weiblichen Bevölkerung lag bei 48,7 %.
Von den 1342 Bewohnern Unterweitersdorfs, die 2001 über 15 Jahre alt waren, hatten 4,1 % eine Universität, Fachhochschule oder Akademie abgeschlossen. Weitere 12,0 % hatten eine Matura absolviert, 51,6 % hatten einen Lehrabschluss oder eine berufsbildende mittlere Schule besucht und 33,3 % aller Unterweitersdorfer hatten die Pflichtschule als höchsten Abschluss.

### Herkunft und Sprache
Der deutsche Dialekt, der im Raum Unterweitersdorf sowie in Oberösterreich allgemein gesprochen wird, ist das Mittelbairische. 98,5 % der Unterweitersdorfer gaben 2001 Deutsch als Umgangssprache an. Weitere 1,5 % sprachen andere Sprachen.
Der Anteil der Unterweitersdorfer mit ausländischer Staatsbürgerschaft lag 2001 mit 0,9 % weit unter dem Durchschnitt Oberösterreichs. Dabei hatten 0,2 % der Unterweitersdorfer Bevölkerung eine Staatsbürgerschaft aus Deutschland und 0,7 % entfielen auf sonstige Staatsbürger. Insgesamt waren 2001 etwa 2,3 % der Unterweitersdorfer in einem anderen Land als in Österreich geboren.

## Kultur und Sehenswürdigkeiten
- Dorfkapelle Unterweitersdorf
- Mühlenmuseum Weiglmühle: Eine Mühle aus dem Jahr 1481
- Gusenleithnerhof: Ein 500 Jahre alter Mühlviertler Bauernhof
- Erlebnispfad Pferdeeisenbahn-Wanderweg mit alten Bauwerken (Bahnwärterhäuser)

### Musik
- Musikverein Unterweitersdorf

### Sport
Die Sportunion Unterweitersdorf wurde 1965 gegründet und besteht aus den Sektionen Fußball, Stocksport, Tennis, Volleyball, Turnen und Zielsport. Obmann ist Jürgen Stiftinger.
Der Askö Unterweitersdorf bietet die Sektionen Schach, Laufen, Wandern und Volleyball an. Obmann ist Ludwig Kürnsteiner.

## Wirtschaft und Infrastruktur

### Verkehr
Die Mühlkreis Autobahn A 7 bietet eine sehr gute Verkehrsverbindung nach Linz. Weiters führt die Prager Straße, die Königswiesener Straße und die Mühlviertler Straße durch das Gemeindegebiet.

### Öffentliche Einrichtungen und Bildung
Im Ort stehen ein Kindergarten und eine Volksschule zur Verfügung. Zusätzlich besteht eine Bücherei und eine Nebenstelle der Volkshochschule Freistadt. Es gibt derzeit einen Allgemeinmediziner in der Gemeinde, der auch in Gallneukirchen tätig ist.

### Feuerwehr
Die Freiwillige Feuerwehr Unterweitersdorf verfügt zurzeit über fünf Einsatzfahrzeuge, ein Kommandofahrzeug, ein Rüstlöschfahrzeug-Tunnel, ein Lösch-Fahrzeug-Allrad, ein Kleinlöschfahrzeug und ein Mannschaftstransportfahrzeug.
Wegen der Zuständigkeit als Portalfeuerwehr für den Götschkatunnel zwischen Unterweitersdorf und Neumarkt im Mühlkreis, ergänzt auch ein mobiler Großventilator (MGV) auf Anhängerbasis, speziell für Tunneleinsätze, seit Juni 2015 den Fuhrpark.
Die Feuerwehr stand seit März 2013 unter der Führung von Kommandant Hauptbrandinspektor Jerome Wörister und Kommandant Stellvertreter Oberbrandinspektor Michael Thauerböck. Bei der Kommandowahl am 20. März 2018 wurde Kommandant Wörister, der sein Amt zurücklegte, von HBI Gernot Schneider abgelöst.

## Politik

### Gemeinderat
Der Gemeinderat hat 19 Mitglieder.
- Mit den Gemeinderats- und Bürgermeisterwahlen in Oberösterreich 2003 hatte der Gemeinderat folgende Verteilung: 11 SPÖ und 8 ÖVP. (19 Mandate)
- Mit den Gemeinderats- und Bürgermeisterwahlen in Oberösterreich 2009 hatte der Gemeinderat folgende Verteilung: 11 SPÖ und 8 ÖVP. (19 Mandate)
- Mit den Gemeinderats- und Bürgermeisterwahlen in Oberösterreich 2015 hatte der Gemeinderat folgende Verteilung: 14 SPÖ, 9 ÖVP und 2 BUNT. (25 Mandate)
- Mit den Gemeinderats- und Bürgermeisterwahlen in Oberösterreich 2021 hat der Gemeinderat folgende Verteilung: 10 SPÖ, 8 ÖVP und 1 BUNT (19 Mandate).[6][7]

Von 1945 bis 1997 erreichte die ÖVP immer die absolute Mehrheit. Zweitstärkste Partei wurde immer die SPÖ, die seit 1997 die stimmenstärkste Partei ist. Seit 2003 regiert die SPÖ mit absoluter Mehrheit. Andere Parteien spielten bis 2015 bei den Gemeinderatswahlen keine Rolle, 2015 schaffte erstmals mit der Bürgerbewegung Unterweitersdorf eine dritte politische Kraft den Einzug in den Gemeinderat.

### Bürgermeister
- bis 2007 Ludwig Kürnsteiner (SPÖ)
- 2007–2020 Wilhelm Wurm (SPÖ)
- 2020–2021 Günther Zillner (SPÖ)
- seit 2021 Johannes Matzinger (ÖVP)[11]

### Wappen
Das Gemeindewappen zeigt in Rot ein silbernes, anstoßendes Andreaskreuz, belegt mit zwei schräg gekreuzten, blauen Dragonersäbeln. Das Motiv gründet auf die Tatsache, dass am 7. Mai 1809 ein Geplänkel und am 18. Mai 1809 ein Gefecht zwischen den ins Mühlviertel eindringenden Franzosen und österreichischen Husaren im Raum Unterweitersdorf stattfand. Die Gemeindefarben sind Blau-Weiß-Rot.
Die Verleihung des Gemeindewappens und der Gemeindefarben erfolgte am 18. Juni 1973.

## Persönlichkeiten

### Söhne und Töchter der Gemeinde
- Heinrich Schmidinger (1916–1992), Historiker, langjähriger Direktor des Österreichischen Kulturinstituts in Rom
- Herbert Friedl (1943–2018), Maler, Grafiker, Raum- und Objektgestalter